# Mompha argentimaculella
Mompha argentimaculella é uma espécie de mariposa do gênero Mompha pertencente à família Coleophoridae.